# 三崎幸恵
三崎 幸恵（みさき ゆきえ、1973年9月21日 - ）は、日本の元アナウンサー。福井県福井市出身。青山学院大学法学部卒業。血液型A型。

## 人物
- 祖父は理容師をしていて、いつも祖父に髪を切ってもらっていた。そのため大学に入学して上京するまで、美容院に行った事が無かったという。
- 福島中央テレビアナウンサーの中山由佳とは小学校、中学校の同級生。
- 福井県立高志高等学校在学中の1991年、第38回NHK杯全国高校放送コンテストに出場し、アナウンス部門で1位に輝く。
- 1996年、テレビ神奈川（TVK→tvk）にアナウンサーとして入社。
- tvkの同期は野澤はづき。後年移籍してきた仲山今日子は大学の同窓。
- tvkの歴代の女性アナウンサーで一番勤続年数が長かった。
- 資格は普通自動車運転免許、DIYアドバイザー
- 愛車はシトロエン・C3。
- 2018年4月8日、神奈川県警察金沢警察署の一日警察署長に就任。同年6月23日には、同都筑警察署の一日警察署長に就任。
- 2018年8月5日、第2回神奈川県地方創生推進会議に出席[2]。
- 2019年1月13日、日産グローバル本社 日産ギャラリーにて開催された「2019 横浜F・マリノス新体制発表会」の司会進行を務めた[3]。
- 2019年3月31日付でテレビ神奈川を退職[4]。これ以降、2024年時点に至るまで、テレビ神奈川のアナウンサーはすべて他局からの移籍者のみとなっている（新卒入社の社員アナウンサーは事実上、三崎が最後）。

## 担当番組

### 過去
- tvk NEWSハーバー
  - 月曜・火曜キャスター（2006年7月から2010年3月）
  - 金曜キャスター[5]（2018年4月 - 2019年3月）
- tvkニュース・天気（随時。1996年 - 2014年12月、2017年4月 - 2019年3月）
- サッカー、バスケット、バレーボール実況
- 全国高等学校野球選手権神奈川大会（リポーター）
- HAMA大国
  - アシスタント（1998.4 - 1999.3）
  - 水曜MC（1999.10 - 2000.3）
  - 木曜MC（2000.4 - 2001.3）
- 美人アナvs人気スポーツ選手・歌って踊って大告白!（UHF独立局アナチームの一員で出場。日本テレビ、2001年1月20日）
- キックオフ!!F・マリノス（アシスタント。? - 2008.1.11）
- もっとぶらり!風気分（MISAKI名義でナレーション）
- tvkニュース930
  - サブキャスター（2003.10 - 2006.7）
  - 月曜・火曜メインキャスター（2010.4 - 2011.3）
- あっぱれ!KANAGAWA大行進
  - 第7期アシスタント（2009年4月 - 2013年3月）
  - 代演MC（2013年12月14日）[6]
- NEWS930α
  - 水曜 - 金曜メインキャスター（2013.4 - 2014.12）
  - 平日メインキャスター（2015.1 - 2017.3）
  - 月曜 - 水曜メインキャスター（2017.4 - 2018.3）